# Zezem
Zezem – cykl humorystycznych miniatur telewizyjnych, ujętych w formę wykładów ilustrowanych przykładami scenek filmowych. W roli prelegenta występował Jan Tadeusz Stanisławski, który omawiał wady i przywary Polaków.
Lata produkcji: 1976–1977

Reżyseria: Janusz Zaorski

Scenariusz: Jan Tadeusz Stanisławski, Janusz Zaorski

Odcinków: 10

Czas trwania odcinka: 11–19 min

## Aktorzy
Jan Tadeusz Stanisławski, Teofila Koronkiewicz, Teresa Lipowska,
Roman Kłosowski, Bronisław Pawlik, Grzegorz Warchoł, Andrzej Zaorski, Ryszard Pracz, Piotr Bazylewicz, ...

## Spis odcinków
1. Pęd do wiedzy
2. Łańcuch ludzi dobrej woli
3. Nadkwasota
4. Krakanie
5. Paraliż postępowy
6. Chamlet
7. Mokry władca rozumu
8. Ktoś
9. Epidemia
10. Śmiertelnie obrażeni